# Лесть

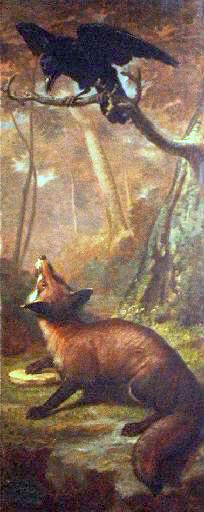
Иллюстрация Леона Руссо к басне «Лиса и ворон» Эзопа.

Лесть — угодливое, неискреннее восхваление кого-либо с целью добиться его благосклонности, подхалимаж.

## В литературе
Исторически сложилось так, что лесть выступала в качестве стандартной формы дискурса при обращении к монархам. Уже в эпоху Возрождения это было обычной практикой писателей с целью польстить правящим монархам. Примерами могут служить Эдмунд Спенсер, восхвалявший королеву Елизавету I в поэме «Королева фей», Уильям Шекспир, льстящий королю Якову I в пьесе «Макбет» или похвала Никколо Макиавелли для Лоренцо II Медичи в «Государе».
В целом, лесть является отрицательным действием. Например, в Библии осуждаются льстецы, а Иисус, говоря прямо, без лести, ставится в пример.
Змей обольстил меня, и я елаБытие 3:13
Но каждый искушается, увлекаясь и обольщаясь собственною похотью. Похоть же зачавши, рождает грехИаков 1:14-15
В «Божественной комедии» Данте Алигьери помещает льстецов во 2 ров 8 круга Ада, где они влипли в экскременты. Объясняется это тем, что лесть, изрекаемая из их уст при жизни, подобна калу.
В классических литературных произведениях лесть часто является одной из основополагающих черт характеров персонажей. Такими примерами могут служить Грима Гнилоуст из романов цикла «Властелин колец» Джона Р. Р. Толкина, Гонерилья и Регана в пьесе «Король Лир» или Яго в «Отелло» Уильяма Шекспира.

## В философии
Историки и философы обращали внимание на лесть как на проблему в области этики и политики. Древнегреческий философ Плутарх написал эссе «Как отличить льстеца от друга». В «Похвале глупости» Эразм Роттердамский положительно отозвался о лести — по его мнению, она «ободряет упадших духом, увеселяет печальных, поднимает расслабленных, будит оцепенелых, больных исцеляет, свирепых умягчает, любящих сближает, а сблизив, удерживает в единении. Она побуждает отроков к усвоению наук, веселит старцев; под видом похвал и без обиды увещевает и научает государей. В общем, благодаря ей каждый становится приятнее и милее самому себе, а ведь в этом и состоит наивысшее счастье».